# کنتا هاسگاوا
کنتا هاسگاوا (به انگلیسی: Kenta Hasegawa) بازیکن فوتبال اهل ژاپن و عضو تیم ملی فوتبال ژاپن است که در تاریخ ۲۰ ژانویه ۱۹۸۹ میلادی اولین بازی ملی‌اش را انجام داد. او در ۲۷ بازی ملی حضور داشت و آخرین بازی ملی خود را در تاریخ ۲۶ فوریه ۱۹۹۵ میلادی انجام داد. کنتا هاسگاوا در بازی‌های ملی‌اش
۴ گل به ثمر رسانده است.